# 鈞州
鈞州（きんしゅう）は、中国にかつて存在した州。金代から民国初年にかけて、現在の河南省許昌市禹州市と鄭州市南部に設置された。

## 概要
1132年（天会10年）、劉豫により潁昌府陽翟県に潁順軍が置かれた。
1182年（大定22年）、金により潁順軍は鈞州と改められた。鈞州は南京路に属し、陽翟・新鄭の2県と郭店鎮を管轄した。
元のとき、鈞州は汴梁路に属し、陽翟・新鄭・密の3県を管轄した。
1369年（洪武2年）、明により陽翟県は廃止され、鈞州に編入された。1575年（万暦3年）、万暦帝朱翊鈞の諱を避けるために鈞州は禹州と改称された。禹州は開封府に属し、密県1県を管轄した。
清のとき、禹州は開封府に属し、属県を持たない散州となった。
1912年、中華民国により禹州は廃止され、禹県と改められた。